# Oinófyta
Oinófyta (Oinofyta) är en ort i Grekland.   Den ligger i prefekturen Nomós Voiotías och regionen Grekiska fastlandet, i den sydöstra delen av landet, 40 km norr om huvudstaden Aten. Oinófyta ligger 104 meter över havet och antalet invånare är 2 927.
Terrängen runt Oinófyta är kuperad söderut, men norrut är den platt. En vik av havet är nära Oinófyta åt nordost.Runt Oinófyta är det ganska glesbefolkat, med 43 invånare per kvadratkilometer. Närmaste större samhälle är Chalkída, 17,2 km norr om Oinófyta. Trakten runt Oinófyta består till största delen av jordbruksmark.